# 肥龍過江
《肥龍過江》是一部1978年香港動作喜劇片，由洪金寶導演和動作設計，倪匡編劇，洪金寶、李海淑、劉香萍、陸柱石和楊群主演。本片是致敬李小龍《猛龍過江》。
2020年，甄子丹出演由谷垣健治執導、翻拍自本片的電影《肥龍過江》。

## 故事簡介
在一個平凡的鄉村，住著一個胖嘟嘟的青年阿龍（洪金寶飾），他與父親以養豬為生。阿龍自幼崇拜國際武打明星李小龍，平日裡不僅刻意打扮成偶像的模樣，還專門學習了截拳道，連家裡養的豬也成為他練功夫的對象。父親擔心兒子待在鄉下没有出息，讓他去城裡投奔叔叔找份工作。
初次來到燈紅酒綠的香港，使阿龍目不暇給，麻煩和笑話總是尾隨而至。在叔叔的大排檔做了沒幾天，愛打抱不平的阿龍就惹來一堆麻煩，害叔叔的鋪子被地痞踢了館。阿龍和堂哥太子高（陸柱石飾）都丟了飯碗，二人不得不外出找工作。
阿龍透過在大排檔認識的女孩阿珍（李海淑飾）介紹到一家酒店打工，依然是舊習難改、麻煩不斷。古董收藏商白教授（楊群飾）從國外來港尋覓奇珍異寶，當地的贗品黑商喬九爺（喬宏飾）欲從中謀利於是開酒會歡迎他。在酒會中，老眼昏花的白教授誤將阿珍錯認為是從前追求不到的女友。阿龍挺身而出教訓了九爺手下，卻没能敵過白教授身邊的三大高手（梁家仁、李海生、大衛·尼克飾）。
九爺趁機巴結白教授，暗中派手下把阿珍綁架到碼頭。阿龍聞訊趕到貨倉，他用偶像李小龍的方式逐一教訓了三大高手，結局以邪不勝正、皆大歡喜收場。

## 角色介紹
| 演員      | 角色     |
| 洪金寶    | 阿龍     |
| 陸柱石    | 太子高   |
| 李海淑    | 阿珍     |
| 楊群      | 白教授   |
| 喬宏      | 九爺     |
| 元彪      | 流氓     |
| 梁家仁    | 三大高手 |
| 李海生    | 三大高手 |
| 大衛·尼克 | 三大高手 |
| 林建明    |          |
| 鍾發      |          |
| 林正英    |          |
| 馮克安    |          |
| 陳會毅    |          |

## 外部連結
- 香港影庫上《肥龍過江》的資料（繁體中文）
- 互联网电影数据库（IMDb）上《肥龍過江》的资料（英文）
- AllMovie上《肥龍過江》的资料（英文）
- 爛番茄上《肥龍過江》的資料（英文）
- 豆瓣电影上《肥龍過江》的資料 （简体中文）
- 时光网上《肥龍過江》的資料（简体中文）